# Alejandro Rodríguez (futbolista español)
Alejandro Rodríguez (Tarrasa, España, 30 de julio de 1991) es un futbolista español. Juega de delantero y su equipo es el Mantova 1911 de la Serie C de Italia.

## Clubes
| Club                            | País   | Año       |
| ------------------------------- | ------ | --------- |
| A. C. Cesena                    | Italia | 2010-2011 |
| A. C. Pavia                     | Italia | 2011-2012 |
| A. C. Cesena                    | Italia | 2012-2015 |
| U. C. Sampdoria                 | Italia | 2015-2016 |
| A. C. Cesena                    | Italia | 2016-2017 |
| A. C. Chievo Verona             | Italia | 2017-2021 |
| U. S. Salernitana 1919 (cedido) | Italia | 2017      |
| Empoli F. C. (cedido)           | Italia | 2018-2019 |
| Brescia Calcio (cedido)         | Italia | 2019      |
| Virtus Entella (cedido)         | Italia | 2020-2021 |
| Lucchese 1905                   | Italia | 2022      |
| Mantova 1911                    | Italia | 2022-     |

## Palmarés

### Títulos nacionales
| Título  | Club           | País   | Año     |
| ------- | -------------- | ------ | ------- |
| Serie B | Empoli F. C.   | Italia | 2017-18 |
| Serie B | Brescia Calcio | Italia | 2018-19 |